# Брайтенфельде
Брайтенфельде (нім. Breitenfelde) — громада в Німеччині, розташована в землі Шлезвіг-Гольштейн. Входить до складу району Герцогство Лауенбург. Центр об'єднання громад Брайтенфельде.
Площа — 12,54 км2. Населення становить 2046 ос. (станом на 31 грудня 2020).

## Галерея

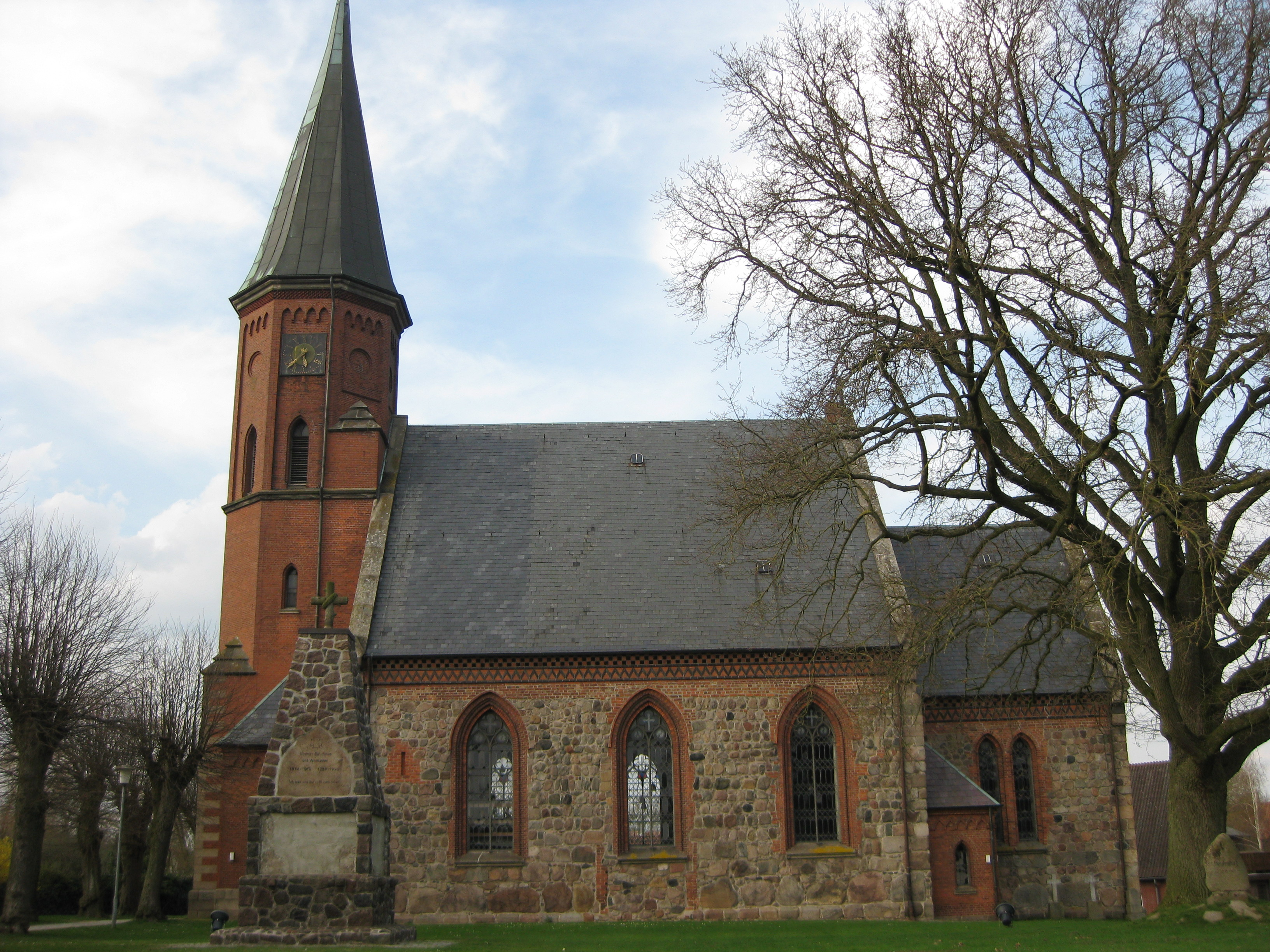